# 名寄本線

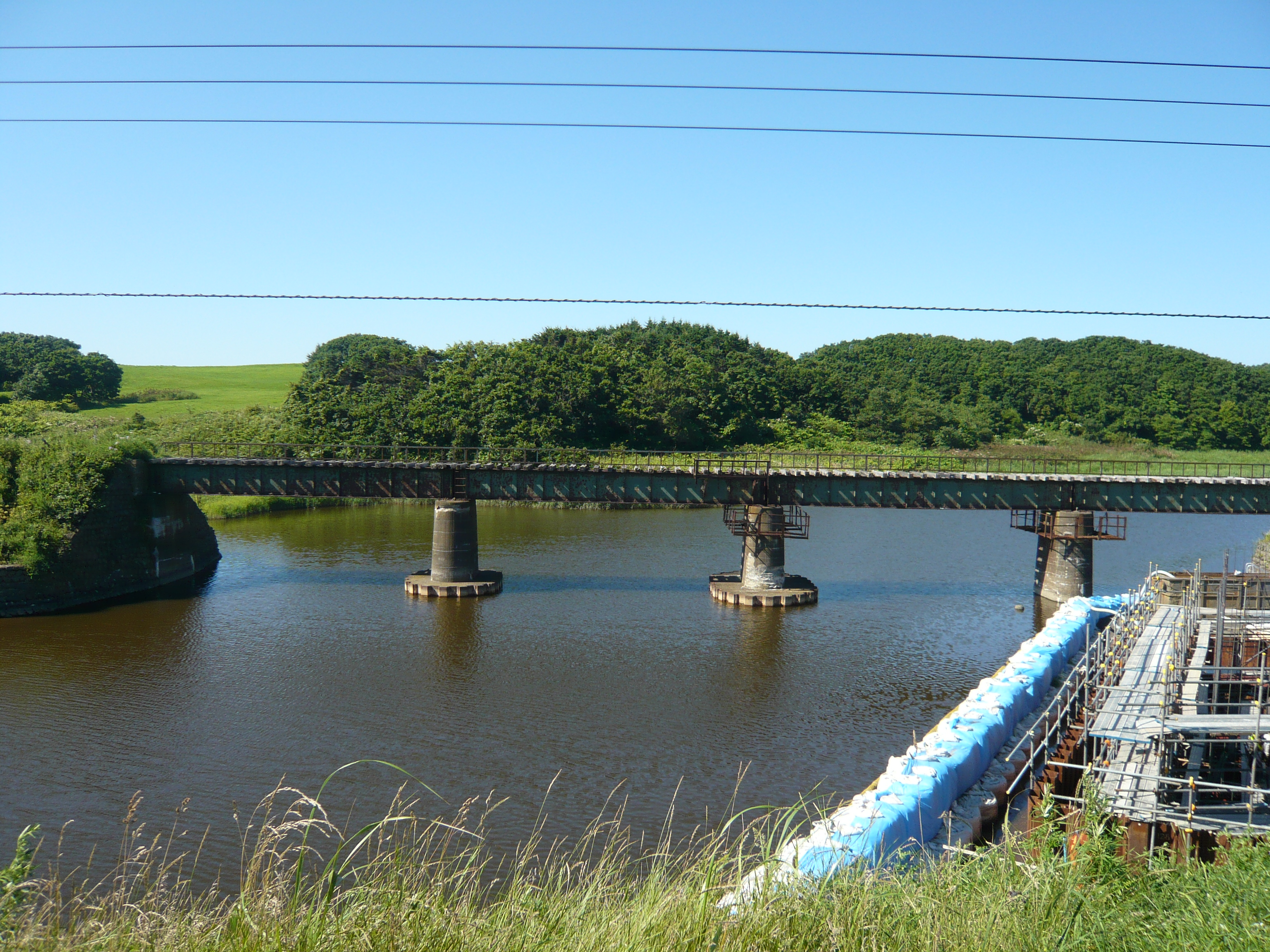
旧名寄本線・思沙留川橋梁。興部町富丘

名寄本線（なよろほんせん）は、日本国有鉄道（国鉄）、及び北海道旅客鉄道（JR北海道）が運営していた鉄道路線（地方交通線）。北海道名寄市の名寄駅で宗谷本線から分岐し、上川郡下川町、紋別郡西興部村、同郡興部町、紋別市などを経て紋別郡遠軽町の遠軽駅で石北本線に接続する本線と、紋別郡上湧別町の中湧別駅で本線から分岐し同郡湧別町の湧別駅に至る支線から成り立っていた。
国鉄再建法の施行により第2次特定地方交通線に指定され、JR北海道に承継されて2年余り後の1989年5月1日に廃止された。なお、廃止された特定地方交通線の中では、唯一の「本線」であった。また2025年現在、「本線」を名乗るJR線で唯一全線が廃止となった路線である。

## 路線データ
廃止時
- 管轄：北海道旅客鉄道[4]（第一種鉄道事業者）
- 路線距離（営業キロ）：
  1. 名寄 - 中湧別 - 遠軽 138.1 km（本線）[4][6]
  2. 中湧別 - 湧別 4.9 km（支線）[4][6]（列車運行上は起終点が逆転しており、中湧別方面行きが下り列車だった）
- 駅数：40（起終点駅を含む）
- 軌間：1,067 mm（狭軌）[4]
- 複線区間：なし（全線単線）
- 電化区間：なし（全線非電化）[4]
- 閉塞方式：
  - タブレット閉塞式 本線
  - スタフ閉塞式 支線
  - 交換可能駅：8（下川・上興部・中興部・興部・沙留・紋別・小向・中湧別）
    - 上名寄・一ノ橋・西興部・宇津・渚滑・元紋別・沼ノ上・上湧別・開盛の各駅にはかつて交換設備が設置されていたが、後に撤去された。
- 簡易委託駅：西興部・渚滑・上湧別・湧別
  - 中興部と小向は運転職員が配置されていたものの、切符の発売は一切行っていなかったが、路線末期には入場券を発行していた。

## 運転
廃止直前の1989年3月11日改正時点では普通列車のみの運転であったが、一部の列車は一部の駅を通過して運転していた。また、旭川に直通する列車は、宗谷本線内では快速として運転していた（関連記事を参照。これは札幌駅まで直通していた急行「紋別」の後身であった ）。
全線通しの列車が多く、遠軽に向かうほど本数が増え、1-3時間に1本程度運転されていた。渚滑線廃止前は、渚滑線からの直通列車も設定されていた。
1989年3月11日改正時点の各区間の運転本数は、以下の通り。
- 名寄 - 遠軽間下り
  - 名寄 - 下川間 8本（うち名寄発遠軽行き6本、旭川発遠軽行き1本、休日運休の名寄発下川行き1本）[7]
  - 下川 - 紋別間 7本[7]
  - 紋別 - 中湧別間 9本（うち2本は紋別発遠軽行き）[7]
  - 中湧別 - 遠軽間 10本[7]
- 遠軽 - 名寄間上り
  - 遠軽 - 中湧別間 11本（うち遠軽発名寄行き3本、遠軽発旭川行き1本、遠軽発興部行き1本、遠軽発中湧別行き1本、他は遠軽発紋別行き）[7]
  - 中湧別 - 紋別間 10本[7]
  - 紋別 - 興部間 8本（うち3本は紋別発名寄行き）[7]
  - 興部 - 名寄間 8本（うち1本は興部発名寄行き）[7]
- 湧別 - 中湧別間 朝夕2往復（すべて遠軽駅発着、夕方の湧別発遠軽行き1本以外は紋別方面の列車と併結）[7]

湧別-中湧別間は、1986年3月3日改正時点では夕方の上り列車が湧別発中湧別行きであるほかは湧網線（1987年3月20日廃止）と直通運転していたが、1986年11月1日改正で中湧別発着列車は遠軽方面との直通運転になった。
遠軽駅の上り始発は4時台、紋別駅基準で下り最終は22時台で、遠軽駅において札幌発着の石北本線の夜行列車（1986年3月3日改正時点では急行「大雪」3・4号、1989年3月11日改正時点では急行「大雪」）と接続していた。

### 優等列車
- 1962年（昭和37年）5月1日：札幌 - 遠軽間の急行「紋別」（もんべつ）[13][14][15][16]、旭川 - 遠軽 - 名寄 - 旭川間の循環準急「旭川」（あさひかわ）[13][15][16][17]、興部 - 網走間の準急「天都」（てんと）運転開始[13][18][16]。
  - 「紋別」は、札幌 - 幌延間を留萌本線・羽幌線経由で運行する急行「はぼろ」を深川駅まで併結していた[13]。
  - 「旭川」は、旭川 - 稚内間を宗谷本線経由で運行する準急「礼文」を名寄駅まで併結していた[17]。
- 1963年（昭和38年）6月1日：急行「紋別」紋別 - 遠軽間を普通列車化[14]。
- 1966年（昭和41年）3月5日：準急列車制度の変更に伴い、「旭川」「天都」が急行列車化[14][18]。
- 1968年（昭和43年）10月1日：下り急行「紋別」の普通列車区間を興部→遠軽間とする[14]。また、急行「旭川」を廃止し、旭川 - 遠軽 - 興部 - 名寄間の急行「オホーツク」運転開始[19]。ただし、興部 - 名寄間は普通列車となる[19]。
- 1970年（昭和45年）10月1日：急行「オホーツク」の名寄本線内は普通列車となる。下り急行「天都」の運転区間を名寄→網走間に延長するが、名寄→興部間は普通列車として運行。
- 1972年（昭和47年）10月2日：急行「オホーツク」が「大雪」（下り4号・上り3号）に名称変更、下り（石北本線基準）旭川発興部行きは遠軽 - 興部間、上り（石北本線基準）名寄発旭川行きは名寄 - 遠軽間普通列車[19]。
- 1980年（昭和55年）10月1日：急行「天都」廃止[18][20]。上り急行「紋別」の普通列車区間を遠軽→興部間とし[14]、上下とも急行運転区間は札幌 - 興部間となる。
  - 「天都」廃止時の停車駅（　）内は名寄本線内の停車駅
    - （興部駅 - 渚滑駅 - 紋別駅 - 中湧別駅 - 上湧別駅 - 遠軽駅） - 生田原駅 - 留辺蘂駅 - 北見駅 - 美幌駅 - 網走駅
- 1986年（昭和61年）11月1日：急行「紋別」廃止[14][21][22]。このほか、旭川直通で石北本線回りの急行「大雪」（1・2号）も廃止[19]。これにより、名寄本線を経由する優等列車はすべて消滅した。
  - 「紋別」廃止時の停車駅（　）内は名寄本線内の停車駅 ※興部 - 遠軽間は普通列車 [23]
    - 札幌駅 - 岩見沢駅 - 美唄駅 - 砂川駅 - 滝川駅 - 深川駅 - 旭川駅 - 和寒駅 - 士別駅 - （名寄駅 - 下川駅 - 西興部駅 - 興部駅）

## 歴史
名寄本線は、北海道鉄道敷設法に規定する「天塩国奈与呂ヨリ北見国網走ニ至ル鉄道」の一部であり、道央とオホーツク海沿岸方面を結ぶ幹線鉄道として建設されたものである。
湧別軽便線（ゆうべつけいべんせん）の延長として、1915年に野付牛（現在の北見駅）方面（下生田原、現在の石北本線安国駅）から社名淵（後の開盛駅）へ延長された路線を発端とする。国有鉄道の軽便線は、軽便規格とはいいながら他路線と同じ軌間1067mmで建設されたが、湧別軽便線だけは軌間762mmであった。翌1916年には、軌間1067mmに改軌されたが、私鉄買収線を別にすれば国有鉄道が軌間762mmで建設した唯一の例である。この年、社名淵 - 下湧別（後の湧別）間が軌間1067mmで延伸開業し全通。1922年に軽便鉄道法の廃止により、湧別線（ゆうべつせん）と改称された。
一方、名寄 - 中湧別間は難所であった石北峠・北見峠を避けて、名寄方は名寄西線（なよろさいせん）、中湧別方は名寄東線（なよろとうせん）として両側から建設が進められ、1919年から1921年にかけて名寄線（なよろせん）として全線が開通した。1923年には、支線（渚滑線）の開業に伴って、名寄本線と改称している。
なお、渚滑（紋別市）から滝上、サクルー（滝上町）、札滑（西興部村）、上興部（西興部村）への「滝上経由」でルート変更を求めて、渚滑原野の住民が運動を起こし、請願も出されたが、当初の「興部経由」で最終決定している。渚滑 - 滝上間は渚滑線として開業した。
1932年に北見峠を克服して石北線（当時の名称。1961年に石北本線と改称）が全通すると、湧別線は遠軽を境に分割され、遠軽 - 下湧別間は名寄本線に、遠軽 - 野付牛間は石北線に編入された。同時に、名寄本線は幹線鉄道としての役目を石北線に譲ることとなった。
1980年12月27日に国鉄再建法が成立し、1982年11月22日に第2次特定地方交通線として指定されたが、冬季の代替輸送に問題があるとして、長大4線（名寄本線・天北線・池北線・標津線）は1984年6月20日、廃止承認が一時保留された。
しかし、現地調査や過去の気象と道路状況のデータを分析した結果、ほぼ並行して走る道路でのバス代替が可能との結論に達した。列車並みのダイヤでバスを運行すると早朝の除雪が必要となるが、転換交付金（1kmあたり3000万円）でまかなうこととし、問題が無くなったとして、1985年8月2日に追加廃止承認された。なお、現地調査は1985年2月19日と20日に行われたが、当日はポカポカ陽気で、路面がほとんど出ていて、冬の厳しさとは程遠い天候だった。また、沿線住民が存続アピールを行う機会はなく「セレモニー」の観が強かった。
1985年9月27日の名寄市議会定例会では、当時の石川義雄市長が第三セクター方式で存続させる方向で運動を進める意向を明らかにし「年間65億円あまりに上る赤字を経営効率化で15億円程度までに抑えることによって、北海道と沿線自治体の出資による第三セクター化も不可能ではない」との考えを述べたが、沿線8市町村の間では合意をみていなかった。
第1回特定地方交通線対策協議会が1986年7月15日に開催されたが、沿線関係者は「旅行代理店に天下っている国鉄OBが、廃止対象になっている路線のツアー企画に対して“輸送密度が上がっては廃止もできなくなるから中止せよ”と指示を出し、取りやめさせたという。増収を図らなければならない使命を負っている国鉄なのに、利用客無視、経営感覚麻痺のやり方ではないか」と強い不満をぶつけた。
営業係数や赤字額も大きく、1985年度の営業係数は1792で全国ワースト10位、赤字額は65億4600万円だった。1986年度の営業係数は1568で全国ワースト8位、赤字額は51億8300万円だった。
1987年4月1日の国鉄分割民営化後、沿線の遠軽町、紋別市、下川町、名寄市が住民の利用に補助金を出すなど、なおも存続を求める運動が行われた。

### 第三セクター部分存続案
1988年9月1日、自民党と社会党の政治折衝で比較的乗降客数が多かった名寄駅 - 下川駅間（16.5km）と紋別駅 - 遠軽駅間（49.9km）を第三セクター化して部分存続させる案が浮上したが、この時は全線存続を目指すとしていた。ただ、国からの補助金（赤字額の2分の1）と転換交付金の中から積み立てる運営基金の運用だけでは赤字を補填できず、北海道や沿線市町村の負担による運営基金の大幅積み増しが必要な内容で、沿線市町村では巨額の財政負担を心配していた。
1988年9月17日、政治収拾を受けた北海道は第三セクター案を示した。前提条件として、要員は名寄 - 下川間25人のうち20人、紋別 - 遠軽間53人のうち42人はJR北海道からの出向者で7年間限りとし、JR出向者の人件費は半分をJRが負担（7年間限り）。更新車両はJR使用車より3割ほど安い新型車を購入。運賃は初年度5%、以降5.3%、10.3%を毎年交互に引き上げ、10年間でバス運賃と同水準まで引き上げるとした。人件費は三セク職員で毎年2.8%引き上げ（JR出向職員については前述）、物件費は毎年1.3%引き上げるとした。
前提条件をもとに収支を試算し、転換交付金（1kmあたり3000万円）から初期投資（旅客用車両、保守用車両、車庫、検修機器、保守用機器、設備改良など）と定期運賃差額補助を差し引いた基金への繰入額として、紋別 - 遠軽間は3億8400万円を捻出したが、名寄 - 下川間は初期投資と定期運賃差額補助が転換交付金を上回り最初から1400万円の赤字となった。転換交付金は名寄 - 下川間4億9500万円、紋別 - 遠軽間14億9700万円。初期投資で名寄 - 下川間5億0600万円、紋別 - 遠軽間11億0300万円、定期運賃差額補助は名寄 - 下川間300万円、紋別 - 遠軽間1000万円を要した。
また、基金所要額は15年間元金を取り崩さず、基金の利息（運用利率は年5.4%）で赤字を補填することを前提とした場合、名寄 - 下川間が16億円で、北海道8億円、名寄市と下川町で8億円の負担。紋別 - 遠軽間は31億円で、北海道15億5000万円、転換交付金から4億円、紋別市と湧別町、上湧別町、遠軽町で11億5000万円の負担が必要とされた。
単年度の収支でも、名寄 - 下川間は初年度1億0600万円の赤字で法律補助により地元負担は5300万円、法律補助が無くなる6年目は9900万円の赤字、JRの人件費負担が無くなる8年目は1億1600万円の赤字。紋別 - 遠軽間は初年度2億1400万円の赤字で法律補助により地元負担は1億0700万円、6年目は1億9300万円の赤字、8年目は2億2900万円の赤字が見込まれた。
政治折衝とは別に、JR北海道は名寄 - 遠軽間全線を第三セクター化した場合の収支試算を1988年9月5日の第3回特定地方交通線対策協議会に提示した。列車本数は現行通り、要員は146人として中小民鉄並みに運営した場合、初年度で9億0500万円の赤字が出た。その後も毎年9億円から12億円前後の赤字となった。5年目まで赤字の半額は国が持つが、残りは20億0500万円の運営基金を取り崩すことになり、6年目で基金は底をつくとした。一方、バス転換した場合、現行列車ダイヤに見合った運行を続けるとして、初年度は5300万円の赤字、15年目は2億円の赤字となり、長期的に安定した経営ができるとした。
その後も全線存続運動を進め、特に鉄道が全廃される西興部村、興部町は存続を強く主張し、名寄市も「廃止となる中間部分（下川 - 紋別間）の赤字を全額地元負担してでも、全線を鉄路で残すべきだ」という強硬論を出したが、これ以上の進展は望めないとして、1988年10月15日に名寄本線対策協議会の総会で全線存続は断念した。引き続き、部分存続が検討されたが、地元負担が重いことから鉄道としての存続は断念した（10月29日 名寄 - 下川間、11月1日 紋別 - 遠軽間）。紋別市は「各自治体間の負担の限界、鉄道利用の実態にも差異があり、必要度が同一レベルではなかった」と述べた。11月7日に名寄本線対策協議会の沿線8市町村長会議でバス転換を最終確認するとともに、同協議会を解散した。
1988年11月24日の第4回特定地方交通線対策協議会でバス転換を正式決定した。バス転換は当初1989年4月1日からの予定であったが、転換日が雪の降る時期だと運行に支障が出るなどと地元側から延期の申し入れがあり、1989年1月31日に開催された第5回対策協議会で1989年5月1日からバス転換することと決定し、1989年4月30日の旅客営業をもって全線廃止となった。

### 名寄線
- 1919年（大正8年）10月20日：名寄 - 下川間 (16.5km) が名寄線として開業[3][78]、上名寄・下川の各駅を新設[2][4]。
- 1920年（大正9年）10月25日：下川 - 上興部間 (22.4km) が延伸開業[3][79]、一ノ橋・上興部の各駅を新設[2][4]。
- 1921年（大正10年）
  - 3月25日：中湧別 - 興部間 (54.1km) が名寄東線として開業[3][80]、沼ノ上・小向・元紋別・紋別・渚滑・沙留・興部の各駅を新設[2][4]。名寄 - 上興部間を名寄西線に改称[5][81]。
  - 10月5日：上興部 - 興部間 (28.9km) が延伸開業し全通[3][82]、瀬戸牛・中興部・宇津の各駅を新設[2][4]、名寄東線を名寄西線に編入して名寄線として統合[2][83]。
- 1923年（大正12年）11月5日：名寄線を名寄本線と改称[2][84]。

### 湧別線
- 1915年（大正4年）11月1日：（下生田原 - ）遠軽 - 社名淵間 (4.5km) が湧別軽便線（軌間762mm）として延伸開業[2][85]、遠軽・社名淵の各駅を新設[2]。
- 1916年（大正5年）
  - 11月7日：遠軽 - 社名淵間を762mmから1,067mmに改軌[2]。
  - 11月21日 社名淵 - 中湧別 - 下湧別間 (16.6km) が延伸開業し全通[2]、上湧別・中湧別・下湧別の各駅を新設[2][4]。
- 1922年（大正11年）9月2日 軽便鉄道法廃止により、湧別軽便線を湧別線に改称[2][86]。

### 両線統合後
- 1932年（昭和7年）10月1日：湧別線の遠軽 - 下湧別間を名寄本線に編入し[2]、名寄本線（名寄 - 遠軽間、中湧別 - 下湧別間）に改称[2][87]。
- 1934年（昭和9年）2月5日：社名淵駅を開盛駅に改称[2][4][88]。
- 1935年（昭和10年）6月1日：中湧別 - 下湧別間でガソリンカー運転開始[89]。
- 1947年（昭和22年）
  - 2月11日：豊野仮乗降場を新設[4][90]。
  - 9月10日：旭仮乗降場を新設[4][90]。
  - 9月21日：中名寄仮乗降場を新設[4][90]。
  - 12月25日：二ノ橋仮乗降場を新設[4][90]。
- 1949年（昭和24年）6月1日：日本国有鉄道法施行に伴い、日本国有鉄道（国鉄）に移管。
- 1950年（昭和25年）1月15日：中名寄・二ノ橋・豊野の各仮乗降場を駅に変更[4][90]。
- 1954年（昭和29年）11月10日：下湧別駅を湧別駅に改称[2][4]
- 1955年（昭和30年）
  - 12月1日：一区中通仮乗降場を新設[4][90]。
  - 12月25日：一本松・厚生病院前・四号線の各仮乗降場を新設[4][90]。
- 1956年（昭和31年）
  - 4月30日：幸成仮乗降場を新設[4][90]。
  - 5月1日：弘道仮乗降場を新設[4][90]。
  - 9月1日：秋里[注 4]・富丘の各仮乗降場を新設[4][90]。
  - 9月20日：旭仮乗降場を駅に変更[4][90]。
  - 10月30日：矢文・岐阜橋の各仮乗降場を新設[4][90]。
- 1957年（昭和32年）
  - 1月27日：キハ12形気動車導入により客貨分離[3]。
  - 8月1日：川西仮乗降場を新設[4][90]。
  - 11月1日：北興仮乗降場を新設[4][90]。
  - 12月3日：班渓仮乗降場を新設[4][90]。
- 1959年（昭和34年）
  - 4月20日：六興仮乗降場を新設[4][90]。
  - 11月1日：潮見町駅を新設、矢文・岐阜橋・北興・川西・共進（←一区中通[90]）・北遠軽（←学田[注 5][90]）の各仮乗降場を駅に変更[4][90]。
- 1961年（昭和36年）3月20日：瀬戸牛駅を西興部駅に改称[4][90]。
- 1962年（昭和37年）10月1日：中湧別 - 湧別の旅客列車がそれまでの5往復[91]から2往復に削減される[92]。
- 1966年（昭和41年）10月1日：厚生病院前仮乗降場を廃止[90]、北湧仮乗降場を新設（厚生病院仮乗降場の代替）[90]。
- 1975年（昭和50年）5月6日：「SLさよなら列車」が名寄 - 上興部間で、9600形蒸気機関車の三重連により運行[93][94]。
- 1978年（昭和53年）12月1日：中湧別 - 湧別の貨物営業を廃止[3]。中名寄・上名寄・二ノ橋・中興部・宇津・小向・沼ノ上・開盛の各駅の荷物取扱を廃止し旅客のみ取扱とする[90]。
- 1984年（昭和59年）2月1日：下川・一ノ橋・上興部・西興部・興部・沙留・渚滑・紋別・元紋別・中湧別・上湧別・湧別の各駅の荷物取扱を廃止し旅客のみ取扱とする[90]。紋別・元紋別の各駅の貨物取扱廃止に伴い、貨物列車の運行が無くなる[95]。
- 1985年（昭和60年）8月2日：第2次特定地方交通線として廃止承認[27][32]。
- 1986年（昭和61年）11月1日：名寄 - 紋別間の最終を1時間以上繰上げ[96]。
- 1987年（昭和62年）
  - 4月1日：国鉄分割民営化に伴い、北海道旅客鉄道（JR北海道）に移管。全線 (143.0km) の貨物営業を廃止[5]。幸成・六興・旭ヶ丘・富丘・一本松・弘道・北湧・四号線の各仮乗降場を駅に[4][90]、班渓仮乗降場を臨時駅に変更[4][90]。
  - 12月1日 班渓臨時駅を駅に変更[90]。
- 1989年（平成元年）5月1日：全線 (143.0km) を廃止し[4][5][75][76][77][97]、バス路線に転換[5][77][98]。

## 駅一覧
接続路線の事業者名・駅の所在地は、名寄本線廃止時点のもの。名寄本線廃止以前に廃止された路線は、その路線の廃止時点のもの。全駅北海道に所在。
| 駅名     | 営業キロ | 営業キロ | 接続路線・備考                                                                 | 所在地   | 所在地 | 所在地                  | 所在地 |
| 駅名     | 駅間     | 累計     | 接続路線・備考                                                                 | 所在地   | 所在地 | 所在地                  | 所在地 |
| -------- | -------- | -------- | ------------------------------------------------------------------------------ | -------- | ------ | ----------------------- | ------ |
| 名寄駅   | -        | 0.0      | 北海道旅客鉄道：宗谷本線・深名線（1995年9月4日廃止）                           | 上川支庁 | 名寄市 | 名寄市                  |        |
| 中名寄駅 | 5.8      | 5.8      |                                                                                | 上川支庁 | 名寄市 | 名寄市                  |        |
| 上名寄駅 | 3.9      | 9.7      |                                                                                | 上川支庁 | 上川郡 | 下川町                  |        |
| 矢文駅   | 2.4      | 12.1     |                                                                                | 上川支庁 | 上川郡 | 下川町                  |        |
| 岐阜橋駅 | 1.7      | 13.8     |                                                                                | 上川支庁 | 上川郡 | 下川町                  |        |
| 下川駅   | 2.7      | 16.5     |                                                                                | 上川支庁 | 上川郡 | 下川町                  |        |
| 二ノ橋駅 | 4.9      | 21.4     |                                                                                | 上川支庁 | 上川郡 | 下川町                  |        |
| 幸成駅   | 3.6      | (25.0)   |                                                                                | 上川支庁 | 上川郡 | 下川町                  |        |
| 一ノ橋駅 | 2.9      | 27.9     |                                                                                | 上川支庁 | 上川郡 | 下川町                  |        |
| 上興部駅 | 11.0     | 38.9     |                                                                                | 網走支庁 | 紋別郡 | 西興部村                |        |
| 西興部駅 | 6.3      | 45.2     |                                                                                | 網走支庁 | 紋別郡 | 西興部村                |        |
| 六興駅   | 3.6      | (48.8)   |                                                                                | 網走支庁 | 紋別郡 | 西興部村                |        |
| 中興部駅 | 3.4      | 52.2     |                                                                                | 網走支庁 | 紋別郡 | 西興部村                |        |
| 班渓駅   | 3.1      | (55.3)   |                                                                                | 網走支庁 | 紋別郡 | 興部町                  |        |
| 宇津駅   | 3.3      | 58.6     |                                                                                | 網走支庁 | 紋別郡 | 興部町                  |        |
| 北興駅   | 5.7      | 64.3     |                                                                                | 網走支庁 | 紋別郡 | 興部町                  |        |
| 興部駅   | 3.5      | 67.8     | 日本国有鉄道：興浜南線（1985年7月15日廃止）                                    | 網走支庁 | 紋別郡 | 興部町                  |        |
| 旭ヶ丘駅 | 1.3      | (69.1)   |                                                                                | 網走支庁 | 紋別郡 | 興部町                  |        |
| 豊野駅   | 3.9      | 73.0     |                                                                                | 網走支庁 | 紋別郡 | 興部町                  |        |
| 沙留駅   | 4.7      | 77.7     |                                                                                | 網走支庁 | 紋別郡 | 興部町                  |        |
| 富丘駅   | 3.7      | (81.4)   |                                                                                | 網走支庁 | 紋別郡 | 興部町                  |        |
| 渚滑駅   | 7.5      | 88.9     | 日本国有鉄道：渚滑線（1985年4月1日廃止）                                       | 網走支庁 | 紋別市 | 紋別市                  |        |
| 潮見町駅 | 3.0      | 91.9     |                                                                                | 網走支庁 | 紋別市 | 紋別市                  |        |
| 紋別駅   | 1.2      | 93.1     |                                                                                | 網走支庁 | 紋別市 | 紋別市                  |        |
| 元紋別駅 | 4.6      | 97.7     |                                                                                | 網走支庁 | 紋別市 | 紋別市                  |        |
| 一本松駅 | 4.9      | (102.6)  |                                                                                | 網走支庁 | 紋別市 | 紋別市                  |        |
| 小向駅   | 3.3      | 105.9    |                                                                                | 網走支庁 | 紋別市 | 紋別市                  |        |
| 弘道駅   | 2.3      | (108.2)  |                                                                                | 網走支庁 | 紋別市 | 紋別市                  |        |
| 沼ノ上駅 | 4.4      | 112.6    |                                                                                | 網走支庁 | 紋別市 | 紋別市                  |        |
| 旭駅     | 4.6      | 117.2    |                                                                                | 網走支庁 | 紋別郡 | 上湧別町 （現：湧別町） |        |
| 川西駅   | 2.1      | 119.3    |                                                                                | 網走支庁 | 紋別郡 | 上湧別町 （現：湧別町） |        |
| 中湧別駅 | 2.6      | 121.9    | 北海道旅客鉄道：名寄本線（湧別方面） 日本国有鉄道：湧網線（1987年3月20日廃止） | 網走支庁 | 紋別郡 | 上湧別町 （現：湧別町） |        |
| 北湧駅   | 3.1      | (125.0)  |                                                                                | 網走支庁 | 紋別郡 | 上湧別町 （現：湧別町） |        |
| 上湧別駅 | 1.5      | 126.5    |                                                                                | 網走支庁 | 紋別郡 | 上湧別町 （現：湧別町） |        |
| 共進駅   | 3.2      | 129.7    |                                                                                | 網走支庁 | 紋別郡 | 上湧別町 （現：湧別町） |        |
| 開盛駅   | 3.9      | 133.6    |                                                                                | 網走支庁 | 紋別郡 | 上湧別町 （現：湧別町） |        |
| 北遠軽駅 | 1.8      | 135.4    |                                                                                | 網走支庁 | 紋別郡 | 遠軽町                  |        |
| 遠軽駅   | 2.7      | 138.1    | 北海道旅客鉄道：石北本線                                                       | 網走支庁 | 紋別郡 | 遠軽町                  |        |

### 支線
この区間は全駅網走支庁紋別郡に所在。
| 駅名     | 営業キロ | 営業キロ | 接続路線                                                                             | 所在地                  |
| 駅名     | 駅間     | 累計     | 接続路線                                                                             | 所在地                  |
| -------- | -------- | -------- | ------------------------------------------------------------------------------------ | ----------------------- |
| 中湧別駅 | -        | 0.0      | 北海道旅客鉄道：名寄本線（名寄・遠軽方面） 日本国有鉄道：湧網線（1987年3月20日廃止） | 上湧別町 （現：湧別町） |
| 四号線駅 | 3.0      | (3.0)    |                                                                                      | 湧別町                  |
| 湧別駅   | 1.9      | 4.9      |                                                                                      | 湧別町                  |

※（）内は実キロ。営業キロの設定はされていなかった。

## 転換先のバス事業者
名士バス
市立病院前 - 名寄駅前 - 下川バスターミナル - 興部
2014年8月30日現在　市立病院前 - 下川バスターミナル：上下14往復　下川バスターミナル - 興部：上下7往復
転換時は名寄側は西3条南6丁目起終点
紋別や遠軽への直通便も設定された
北紋バス
興部 - 紋別高校前 ※一部便は興部から雄武まで直通し興浜南線代替も兼ねる
紋別 - 遠軽
2015年4月1日現在　興部 - 紋別高校：上下12往復（休日11往復）　紋別バスターミナル - 湧別：上下9往復　湧別 - 遠軽：上り20本、下り21本（休日16往復）
転換時は名寄より直通便もあり
北海道北見バス
紋別 - 遠軽
名寄本線廃止当時は北見バス
北高前→潮見町3丁目への直通便も設定された
現在の運転頻度は北紋バスの項目を参照。
湧別町営バス
上湧別中学校 - 中湧別小学校 - 中湧別TOM - （西3線） - 旭
2012年4月1日現在　上湧別中学校 - 中湧別TOM：上り4本、下り1本　中湧別TOM - 西3線：上り4本、下り2本　西3線 - 旭：4往復　
転換当時は上湧別町営バス

## 登場作品
- 放浪-さすらい- （TBS、菊池桃子出演）- 網走市、紋別市（両方とも当時）が協力したテレビドラマ。
- 吹雪の名寄本線 天北峠に挑む9600 (1972年) - 国鉄の鉄道100年記念事業の一環として製作